# Hřbitov v Mikulově (okres Teplice)
Hřbitov v někdejším horním městě Mikulově v okrese Teplice v Ústeckém kraji je stále využívané klasicistní pohřebiště původem z 19. století. Památkově chráněný areál zahrnuje kromě samotného hřbitova také hřbitovní kapli a ohradní zeď s bránou. Památková ochrana se vztahovala i na dřevěné lidové kříže tzv. krušnohorského typu, které se však na mikulovském hřbitově do 21. století prakticky nedochovaly.

## Historie
Jedním z důvodů památkové ochrany je skutečnost, že hřbitov je považován za důležitý pramen informací, neboť je názornou výpovědí o historii obce a jejích proměnách, včetně výměny obyvatelstva po vysídlení Němců po skončení druhé světové války. Jde rovněž o výrazný historický prvek urbanistické podoby Mikulova.
Hřbitov v dolní části bývalého horního města byl založen na počátku 19. století. Hřbitov, který je ve vlastnictví obce Mikulov, je stále využívaný.

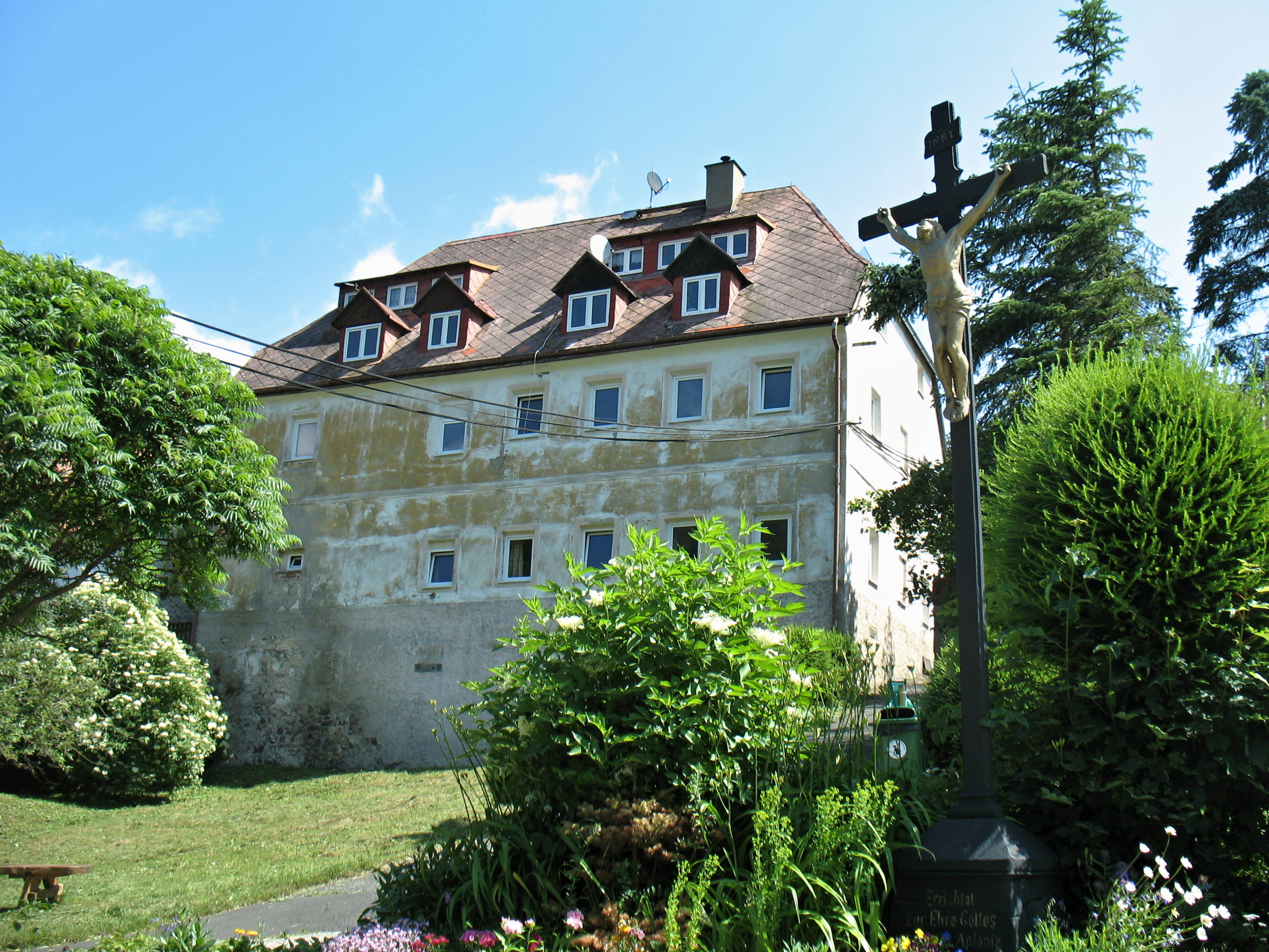
Kříž na konci Hřbitovní ulice u vstupu do hřbitova

Historie Mikulova však začala už mnohem dříve – v prvních letech 15. století, kdy do této oblasti začali přicházet horníci, hledající naleziště stříbra. Nejstarší záznamy o počátcích těžby stříbra jsou z roku 1404 se týkají se jámy Všech svatých. Tato štola je součástí důlního komplexu, skládajícího se ze čtyř štol se samostatnými vchody (štoly Allerheiligen/Všech svatých, Lehnschafter, Liebefrauen/Milá paní a Kreuzstollen), který je pod souhrnným názvem Důlní komplex Lehnschafter od roku 2014 zapsaný v Ústředním seznamu kulturních památek ČR.

## Popis
Hřbitov se nachází na katastrálním území Mikulov v Krušných horách v dolní části města na příkrém svahu nad levým břehem potoka Bouřlivce, jehož údolí na protějším břehu ohraničují východní svahy hory Bouřňáku. Pozemek hřbitova má půdorys lichoběžníku, ohrazeného kamennou zdí, krytou šindelem. Přístup je na severozápadní straně branou z Hřbitovní ulice. Centrální kříž je umístěn před vstupem do areálu hřbitova. Původní dřevěné kříže, které byly rovněž předmětem památkové ochrany, se nedochovaly. Jejich existence je doložená pouze v původním evidenčním listu památky z roku 1963, jehož součástí je i příslušná fotodokumentace.

### Kaple

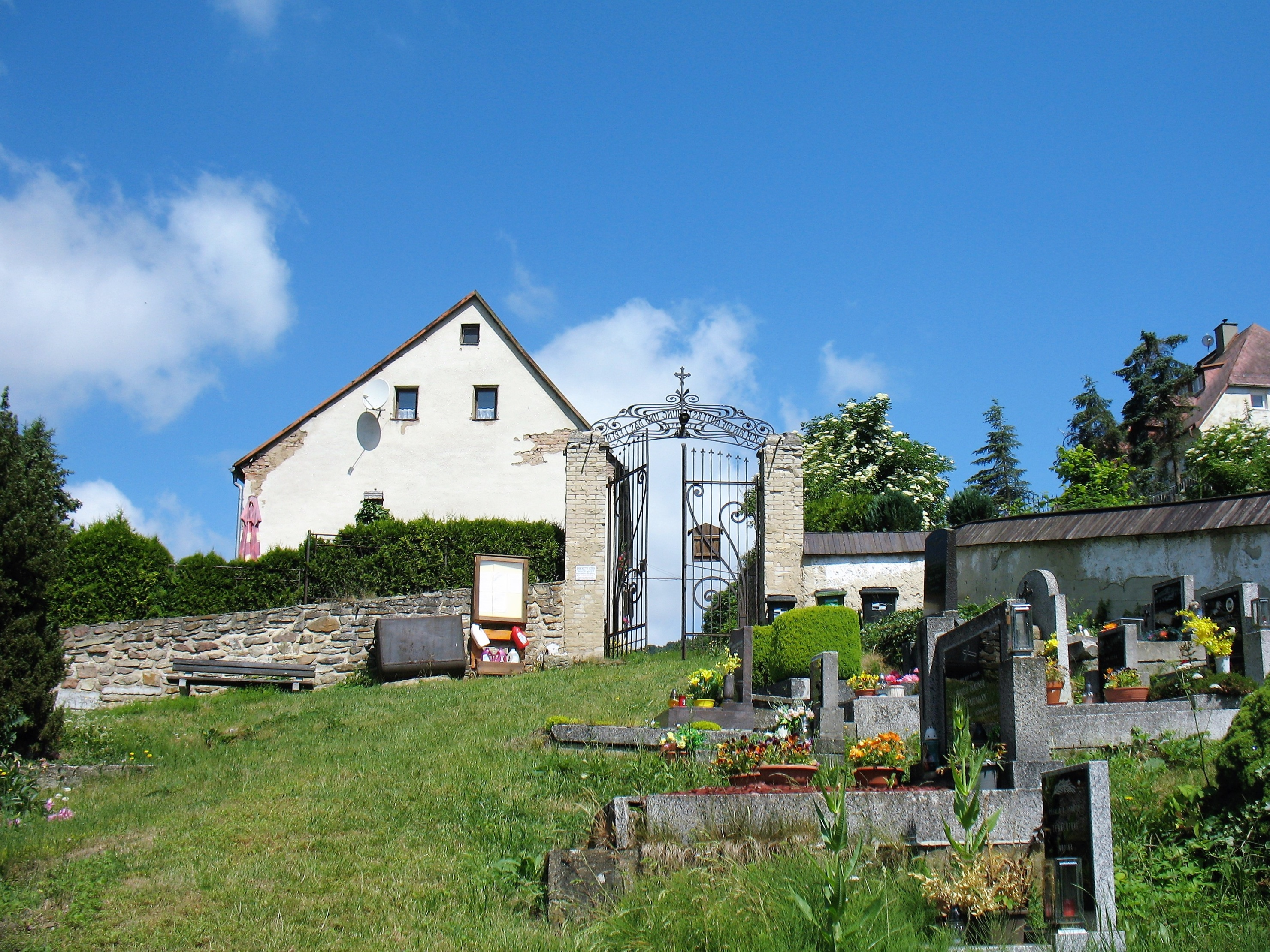
Vstupní brána a zeď, krytá šindelem

Hřbitovní kaple, která slouží jako márnice, je menší objekt, vybudovaný na obdélném půdorysu s polygonální věží nad vstupem. Vstup je na severovýchodní straně budovy. Nad vstupem je štít, v němž je mělká nika se šambránou, ve které je umístěný kamenný kříž. Nahoře štít přecházi v jednu ze stěn osmiboké zvonice. Střecha zvonice má jehlancový tvar a je na vrcholu zakončená makovicí s kovovým křížem.

### Zeď a brána
Hřbitov je ze všech čtyř stran obklopen kamennou zdí, která je až na jeden novější úsek ve vrcholových partiích zkosená na obě strany a krytá šindelem.
V ohradní zdi je na severozápadní straně dvoukřídlá kovářsky zpracovaná železná vstupní brána, ohraničená hranolovými cihelnými sloupky. Nahoře je na sloupcích zasazena ozdobná mříž. V mříži je směrem ke středu umístěný oble vyklenutý nápis „JCH BIN DIE AUFERSTEHUNG UND DAS LEBEN“ (česky Já jsem vzkříšení a život) a pod ním je další menší nápis s odkazem na citaci z bible (Jan 11,25). Ve vrcholu mříže je zasazen krucifix s trojlistě zakončenými břevny.